# Синдром избытка ароматазы
Синдром избытка ароматазы — редкий генный и эндокринный синдром, который характеризуется избыточной экспрессией ароматазы, фермента, ответственного за биосинтез эстрогенных половых гормонов из андрогенов, что, в свою очередь, приводит к чрезмерному уровню циркулирующих эстрогенов и, соответственно симптомы гиперэстрогенизма. Он затрагивает оба пола, проявляясь у мужчин как выраженная или полная фенотипическая феминизация за исключением гениталий, а у женщин - как гиперфеминизация.
На сегодняшний день в медицинской литературе описаны 30 мужчин и 8 женщин с данным синдромом из 15 и 7 семей, соответственно.

## Симптомы
Наблюдаемые физиологические аномалии синдрома включают сильную сверхэкспрессию ароматазы и, соответственно, чрезмерные уровни эстрогенов, включая эстрон и эстрадиол, и очень высокую скорость периферического превращения андрогенов в эстрогены. В одном исследовании было обнаружено, что экспрессия клеточной ароматазы мРНК у пациентки по меньшей мере в 10 раз выше по сравнению с контрольными значениями, а соотношение эстрадиол/тестостерон после инъекции тестостерона у пациента-мужчины в 100 раз превышает контрольное значение. Кроме того, в другом исследовании было обнаружено, что андростендион, тестостерон и дигидротестостерон были либо низкими, либо нормальными у мужчин, а уровни фолликулостимулирующего гормона были очень низкими (вероятно, из-за подавления эстрогеном, который оказывает антигонадотропный эффект), как форма отрицательной обратной связи на выработку половых стероидов в достаточно больших количествах, тогда как уровень лютеинизирующего гормона был нормальным.
Согласно недавнему отчёту, уровни эстрона были повышены у 17 из 18 пациентов (94%), в то время как уровни эстрадиола были повышены только у 13 из 27 пациентов (48%). Таким образом, эстрадиол является основным эстрогеном, повышенным в этом состоянии. У более чем половины пациентов уровень андростендиона и тестостерона в крови циркулирует от низкого до субнормального. Отношение циркулирующего эстрадиола к тестостерону составляет >10 в 75% случаев. Считается, что уровни ФСГ постоянно низкие в этом состоянии, в то время как уровни ЛГ находятся в диапазоне от низкого до нормального.
Примечательно, что гинекомастия наблюдается у пациентов, у которых уровень эстрадиола находится в пределах нормы. Предполагается, что это связано с превращением андрогенов надпочечников в эстрон, а затем эстрадиол (через местный 17β-HSD) в ткани молочной железы (где активность ароматазы может быть особенно высокой).
Симптомы данного синдрома у мужчин включают в себя преждевременное половое созревание с фенотипически неуместными вторичными половыми признаками; т.е. полностью или в основном феминизированная внешность, сильную препубертатную или перипубертатную гинекомастию, высокий голос, редкие волосы на лице, гипогонадизм, олигозооспермию (низкое количество сперматозоидов), маленькие яички, микропенис, более ранняя пиковая скорость роста, и низкий окончательный рост из-за раннего закрытия зон роста. По данным исследования, частота гинекомастии составляет 100%, при этом 20 из 30 мужчин выбирали мастэктомию.
У женщин симптомы синдрома включают в себя преждевременное половое созревание с фенотипически соответствующими вторичными половыми признаками, макромастию (чрезмерно большие груди), увеличенную матку, нарушения менструального цикла и, подобно мужчинам, ускоренное созревание костей и низкий конечный рост. Из семи женщин, описанных в одном исследовании, у трех была макромастия (уровень ~ 43%). Впоследствии также была описана 10-летняя девочка с гигантомастией.
Хотя на фертильность обычно влияют в той или иной степени, особенно у мужчин, не всегда происходит значительное нарушение, достаточное для предотвращения полового размножения, о чем свидетельствует вертикальная передача состояния обоим полам.

## Причины
Причины синдрома до конца не изучены, но выяснено, что наследственные, аутосомно-доминантные генетические мутации, затрагивающие ген CYP19A1, который кодирует ароматазу, участвуют в его этиологии. Различные мутации связаны с различной выраженностью симптомов, таких как гинекомастия от легкой до сильной степени.

## Лечение
Было обнаружено, что есть несколько эффективных методов лечения данного синдрома, включая ингибиторы ароматазы и аналоги гонадотропин-рилизинг-гормонов у обоих полов, заместительную терапию неароматизируемыми андрогенами, такими как дигидротестостерон у мужчин, и прогестагены (которые благодаря своим антигонадотропным свойствам в больших дозах подавляет уровень эстрогена) у женщин. Кроме того, пациенты мужского пола часто делают  мастэктомию, тогда как женщины могут выбрать уменьшение груди, если это оправдано.
Медикаментозное лечение не является абсолютно необходимым, но рекомендуется, так как состояние, если его не лечить, может привести к чрезмерно большой груди (что может потребовать хирургического её уменьшения), проблемам с фертильностью и повышенному риску эндометриоза и эстрогензависимых типов рака таких, как рак молочной железы и эндометрия в более позднем возрасте. Как минимум, один случай рака молочной железы у мужчин был зарегистрирован.

## Общество и культура

### Названия
Синдром избытка ароматазы также называют семейным гиперэстрогенизмом, семейной гинекомастией и семейной феминизацией надпочечников.

### Известные случаи
Предполагается, что фараон Эхнатон (муж царицы Нефертити) и другие члены 18-й династии Древнего Египта могли иметь данный синдром. Эхнатон и его родственники, в том числе мужчины и молодые девушки, многие из которых были рождены в результате инбридинга, описаны как имеющие грудь и широкие бедра, а Эхнатон был описан как обладающий «красивым и женским голосом». Эти необычные физические особенности можно объяснить данным синдромом или другой формой наследственного гиперэстрогенизма.